# Аранджеловац (община)
Ара́нджеловац (серб. Аранђеловац) — община в Сербии, входит в Шумадийский округ.
Население общины составляет 47 146 человек (2007 год), плотность населения составляет 125 чел./км². Занимаемая площадь — 376 км², из них 68,0 % используется в промышленных целях.
Административный центр общины — город Аранджеловац. Община Аранджеловац состоит из 19 населённых пунктов, средняя площадь населённого пункта — 19,8 км².

## Статистика населения общины
| Год  | Население, чел. |
| ---- | --------------- |
| 1991 | 49158           |
| 2001 | 48167           |
| 2002 | 48153           |
| 2003 | 48019           |
| 2004 | 47909           |
| 2005 | 47790           |
| 2006 | 47522           |
| 2007 | 47146           |

## Населённые пункты
Кроме города Аранджеловац, который является административным центром общины, общине принадлежат следующие деревни:
| - Баня - Босута - Брезовац - Буковик - Венчане | - Врбица - Вукосавци - Гараши - Горня-Трешневица - Даросава | - Йеловик - Копляре - Мисача - Орашац - Прогореоци | - Ранилович - Стойник - Тулеж |

## Социально значимые объекты
В общине 22 основных и 3 средних школы.